# ヤン・ハブレ
ヤン・ハブレ（Jan Hable, 1989年2月14日 - ）は、チェコスロバキア（現チェコ）・フラデツ・クラーロヴェー出身の元サッカー選手。現役時代のポジションはミッドフィールダー。

## 経歴
2006年にチェコ2部リーグのFCフラデツ・クラーロヴェーでキャリアをスタート。クラブではレギュラーとしてプレーしていなかったが、潜在能力を買われ18歳でU-19チェコ代表に招集され、同代表ではキャプテンを務めた。
2007年7月2日に80万ユーロの移籍金で、自身のアイドルであるトマーシュ・ウイファルシが所属するセリエAのACFフィオレンティーナに同胞のオンドジェイ・マズフとともに移籍。2007-08シーズン開幕前の合宿では公開練習中に高度な足元の技術を披露し、移籍当初イタリアでは無名に近い選手であったがクラブのティフォージにも受け入られる。2009年1月23日に経験を積むためにチェコのFCバニーク・オストラヴァにレンタル移籍する。1年後の2010年1月4日にレンタルバックし、再びプリマヴェーラ所属の選手として登録された。
2015-16シーズン限りで健康上の理由によりプロキャリアを終了し、翌シーズンよりディヴィゼC（チェコ4部）に所属するFKナーホトへ加入した。

## 人物
U-19チェコ代表ではキャプテンを務めた。18歳でイタリアのACFフィオレンティーナに移籍する際には、チェコのデ・ロッシと紹介された。
かつてはアイスホッケーの選手を兼ねていたが、同じチェコ人でアイドルだったトマーシュ・ウイファルシとの競演を夢見て、サッカーに専念したという。